# Theresienwiese

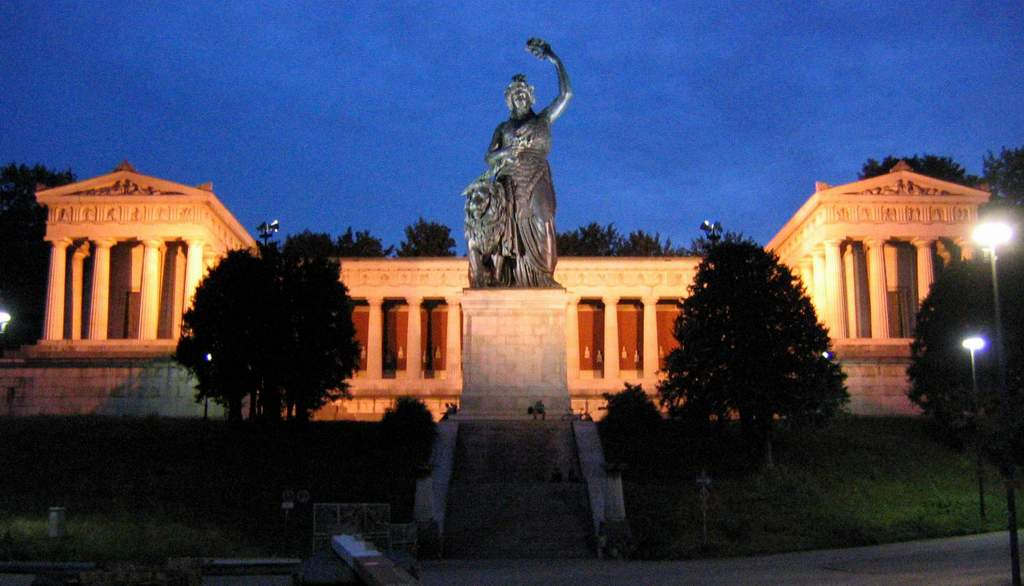
Statua della Baviera nel piazzale antistante l'ingresso del Parco Theresienwiese

Il Theresienwiese (letteralmente: "prato di Teresa", in onore della regina Teresa) è uno spazio pubblico di 420.000 m², situato nel quartiere di Ludwigsvorstadt-Isarvorstadt a Monaco di Baviera, sede della Oktoberfest. Al suo interno è stato eretto un memoriale alle vittime dell'attentato terroristico avvenuto durante l'Oktoberfest del 1980.

## Storia

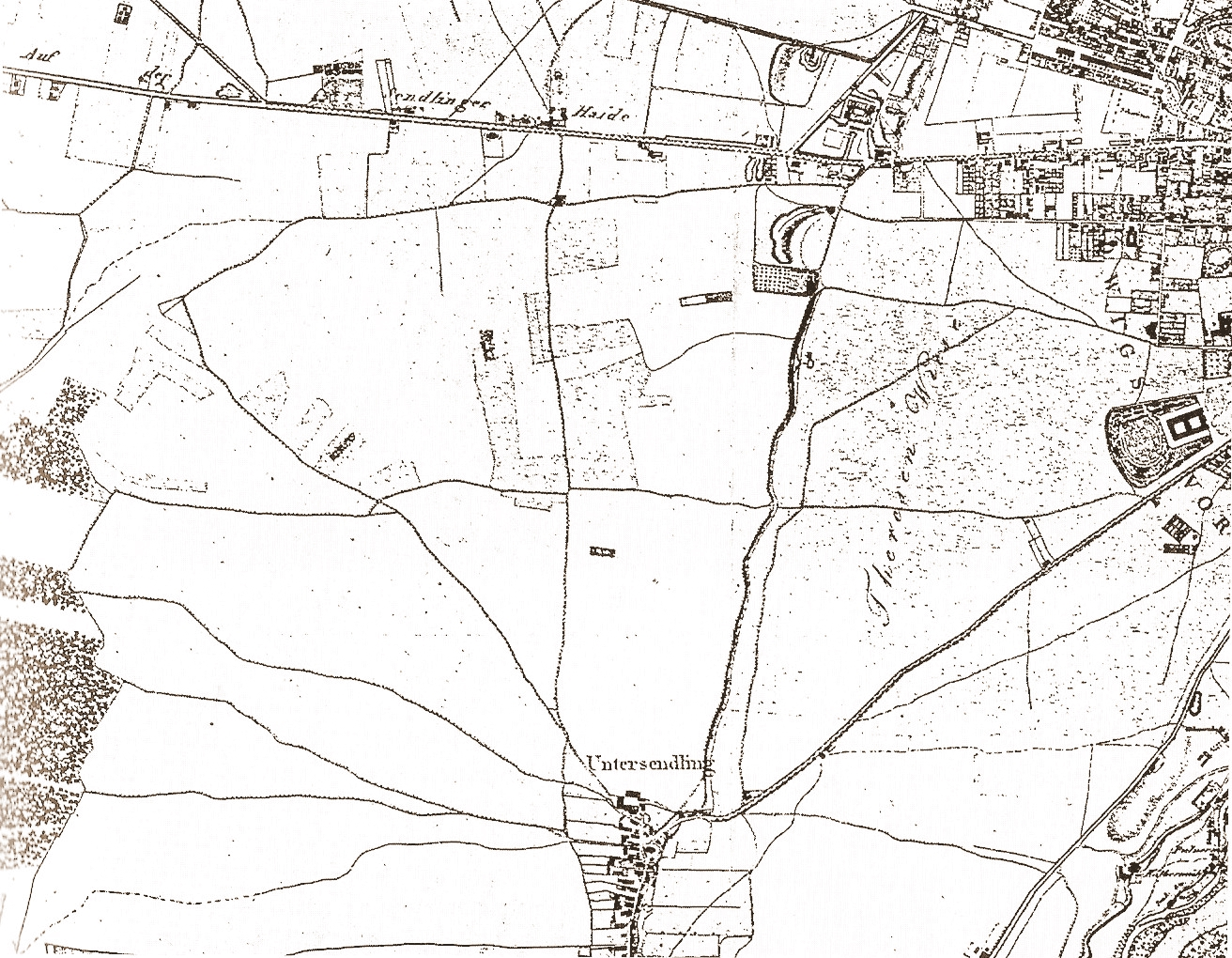
Mappa di Monaco di Baviera con l'indicazione di Theresienwiese, 1812

Il nome del parco deriva da quello della principessa Teresa di Sassonia-Hildburghausen, moglie di Principe Ludovico I. Il loro matrimonio avvenne a Theresienwiese nel 1810 e, su loro richiesta, vennero organizzate molte feste a loro dedicate. Da allora, l'Oktoberfest viene realizzata ogni anno per celebrare quest'evento. Oltre all'Oktoberfest, è sede di festival di primavera, di un festival invernale ("Winter Tollwood") e di un Luna park. Nel mese di aprile di tutti gli anni vi si tiene uno dei mercati delle pulci più importanti della Germania.

## Ubicazione
Si trova a sud ovest del centro della città e confina ad ovest con la statua della Baviera, simbolizzante lo Stato della Baviera, ad est con la "Esperantoplatz", una piazza dedicata alla lingua internazionale dell'Esperanto. La zona è servita dalla stazione Theresienwiese sulle linee U4 e U5 della metropolitana di Monaco di Baviera.